# Parti travailliste (Salvador)
Pour les articles homonymes, voir Parti travailliste.
Le Parti travailliste (Partido Laborista) était un parti politique salvadorien qui a existé de 1930 à 1931.
Le parti a été fondé par Arturo Araujo en 1930. Le parti a rejoint une coalition avec le Parti national républicain de Maximiliano Hernández Martínez lors des élections générales de 1931. La coalition n'a pas réussi à obtenir la majorité, mais Araujo a été élu président par l'Assemblée législative.
Le parti s'est dissous à la suite du coup d'État salvadorien de 1931 lorsque tous les partis politiques ont été interdits.